# Lionel Ruffel
Lionel Ruffel (* 18. März 1975 in Carcassonne) ist ein französischer Literaturwissenschaftler und Theoretiker der Gegenwart.

## Leben
Seit 2013 ist Lionel Ruffel Professor für Vergleichende Literaturwissenschaft sowie Direktor des Instituts für Allgemeine und Vergleichende Literaturwissenschaft der Universität Paris VIII Vincennes-Saint Denis. Zwischen Sommer 2000 und Herbst 2006 gab Lionel Ruffel zusammen mit seinem Bruder David Ruffel die Online-Literaturzeitschrift Chaoïd – création, critique heraus. Seit 2004 dirigieren die Ruffel-Brüder eine gleichnamige Serie in dem Verlagshaus Verdier, in der unter anderem Texte von Camille de Toledo und Pavel Hak veröffentlicht wurden. Im September 2013 war Lionel Ruffel an der Gründung des Masterstudiengangs Création Littéraire der Universität Paris VIII beteiligt, der in Anlehnung an Creative-Writing-Angebote an angelsächsischen Universitäten das literarische Schreiben erstmals als Ausbildungsform in das französische Universitätssystem integriert.

## Veröffentlichungen
- Le Dénouement, Paris: Verdier 2005.
- Volodine Post-exotique, Nantes: Editions Cécile Defaut, 2010.
- als Herausgeber: Qu'est-ce que le contemporain? Nantes: Editions Cécile Defaut, 2010.
- Brouhaha. Les mondes du contemporains, Paris: Verdier, 2016.